# 마르크 켈러
마르크 켈러(독일어: Mark Keller, 1965년 5월 5일~)는 독일의 배우, 가수, 영화 감독, 각본가이다.

## 출연 작품

### 방송
- 언더커버 보스 5
- 언더커버 보스 4
- 언더커버 보스 리턴즈
- 언더커버 보스 2
- 언더커버 보스 1

### 영화
- 언더커버 보스 (2010년)
- 필름 누아르 (2007년)